# Let It Go (Devlin-Lied)
Let It Go ist ein Lied des britischen Rappers Devlin in Zusammenarbeit mit dem ebenfalls britischen Musiker Labrinth. Es wurde erstmals am 2. Januar 2011 veröffentlicht und ist die dritte Single aus Devlins Album Bud, Sweat and Beers.

## Musikvideo
Das Musikvideo zum Lied wurde erstmals am 3. Dezember 2010 auf Devlins offiziellem YouTube-Channel veröffentlicht. Man sieht Devlin und seine Freundin, passend zu den Textpassagen, die einen Streit hatten, sich aber immer noch lieben. Devlin singt passend „It’s time to let it go“ („Es ist Zeit, loszulassen“). August 2012 hatte das Video rund 3,5 Millionen Aufrufe. Henry Schofield war beim Video Regisseur. Ein Autor von The Sun beschrieb das Video als „irrsinnig brillant“ („mind-bogglingly brilliant“). Devlin erzählte, dass er froh darüber sei, einmal Schauspieler sein zu dürfen.

## Kritiken
Maddie Daniels von BBM meint, dass der Song sich in den ersten 16 Sekunden wie ein Lied einer Boygroup anhöre, aber, sobald Devlin mit dem Rappen beginne, das Lied interessant werde. Sarah Bargiela von entertainment-focus.com meint, dass der Song einen einprägsamen Refrain, einen guten Songtext-Inhalt habe und eine tolle Produktion sei, aber dem Song der „X-Factor“ fehle.

## Chartplatzierungen
In den UK Top 100 stieg die Single bis auf Platz 59 und hielt sich insgesamt 8 Wochen. In den R&B-Charts blieb man insgesamt 12 Wochen in den Top 40. Die Höchstplatzierung war am 5. Februar 2011 Platz 19. Die letzte Platzierung in den Top 40 war zwei Wochen später, am 19. Februar, Platz 27.
| ChartsChartplatzierungen     | Höchstplatzierung | Wochen |
| ---------------------------- | ----------------- | ------ |
| Vereinigtes Königreich (OCC) | 59 (8 Wo.)        | 8      |